# Ковердинобалківська сільська рада
Ковердинобалківська сільська рада — колишній орган місцевого самоврядування у Шишацькому районі Полтавської області з центром у селі Ковердина Балка.

## Населені пункти
Сільраді були підпорядковані населені пункти:
c. Ковердина Балка
с. Гребеняки
с. Маслівці
с. Швадрони